# Tautoneura tricolor
Tautoneura tricolor är en insektsart som beskrevs av Anufriev 1969. Tautoneura tricolor ingår i släktet Tautoneura och familjen dvärgstritar. Inga underarter finns listade i Catalogue of Life.